# كالوم ماكلويد
كالوم ماكلويد هو مقدم تلفزيوني كندي، ولد في 28 أبريل 1981 في وينيبيغ في كندا.

## وصلات خارجية
- كالوم ماكلويد على موقع IMDb (الإنجليزية)
- كالوم ماكلويد على موقع قاعدة بيانات الفيلم (الإنجليزية)